# Ana Jelenčić
Ana Jelenčić (Karlovac, 8 giugno 1994) è una calciatrice croata, difensore del Servette Chênois e della nazionale croata.

## Carriera

### Nazionale
Jelenčić inizia ad essere convocata dalla federazione calcistica della Croazia (HNS) nel 2010, chiamata dal tecnico Dean Klafurić, appena quattordicenne, a vestire la maglia della formazione Under-19 impegnata nella prima fase di qualificazione all'Europeo di Italia 2011 che in quella fase si gioca in casa allo Stadio Gradski vrt di Osijek. Fa il suo debutto da titolare fin dal primo incontro della fase eliminatoria, l'11 settembre 2010, nella sconfitta per 1-0 con le pari età della Russia. La sua nazionale, inserita nel gruppo 11, vincendo gli altri due incontri con Irlanda, per 1-0 con il suo gol al 21', e Cipro, dove va nuovamente a rete nella vittoria per 8-0, riesce a concludere la fase al secondo posto dietro le russe accedendo così alla fase élite. Jelenčić scende in campo anche nei tre successivi incontri della seconda fase, tuttavia la caratura tecnica della Croazia si rivela inferiore alle avversarie, Inghilterra, Norvegia e Portogallo, perdendo tutti gli incontri e fallendo di conseguenza l'accesso alla fase finale.
Contemporaneamente Klafurić, tecnico anche della Under-17, rientrando nella fascia d'età la convoca anche per la prima fase di qualificazione all'edizione 2011 del campionato europeo di categoria. Fa il suo debutto da titolare fin dal primo incontro della fase eliminatoria, il 5 ottobre 2010, nella sconfitta per 3-0 con le pari età della Svezia e gioca le rimanenti due partite prima dell'eliminazione della Croazia dal torneo.
L'anno successivo viene convocata nella nazionale maggiore in occasione dell'amichevole del 15 maggio 2011 con l'Ungheria, dove debutta rilevando Barbara Perić all'83' nell'incontro che si conclude sull'1-1. Per una successiva convocazione deve attendere oltre sei anni, quando il commissario tecnico Božidar Miletić la inserisce in rosa nell'incontro del 15 settembre 2017 con l'Ucraina valido per le qualificazioni della zona UEFA, gruppo 4, al Mondiale di Francia 2019. In quell'occasione gioca nuovamente uno scampolo di partita, rilevando Ivana Slipčević all'87' nell'incontro poi pareggiato per 1-1 dalle croate in zona Cesarini. Da allora Jelenčić, oltre a uno buon numero di amichevoli, viene convocata con continuità, sia in altri cinque incontri per le qualificazioni a Francia 2019, che la sua nazionale fallisce, sia alle qualificazioni, all'Europeo di Inghilterra 2022.

## Palmarès
- Campionato polacco: 1

Górnik Łęczna: 2018-2019
- Campionato lituano: 2

Gintra Universitetas: 2016, 2017
- Campionato croato: 1

Osijek: 2013-2014
- Coppa della Lituania femminile: 1

Gintra Universitetas: 2016
- Coppa della Croazia femminile: 1

Osijek: 2013-2014
- Campionato svizzero: 1

Servette Chênois: 2023-2024
- Coppa Svizzera: 1

Servette Chênois: 2023-2024